# Complex La Jolla
El Complex arqueològic La Jolla (Poble Shell Midden, Tradició Encinitas, Millingstone Horizon) representa una cultura prehistòrica orientada cap als recursos costaners que van prevaler durant el període Holocè mitjà entre c. 6000 aC i 500 dC al sud-oest de Califòrnia i el nord-oest de Baixa Califòrnia.
Les característiques del Complex La Jolla inclou manyoples i pedres molineres (manos i metates, eines per tallar pedra amb percussió (escates aspres), enterraments flexionats, i explotació extensiva dels mariscs, especialment cloïsses venus (Chione spp.), vieires (Argopecten aequisulcatus), musclos (Mytilus californianus), i ostres (Ostrea lurida). Les pedres dentades i discoïdals són artefactes distintius però inusuals. Altres artefactes poc comuns són abillaments de petxina (principalment agulles de perles d'Olivella spp) i puntes de projectil (pinto, guix, i forma Elko). Els ossos dels peixos i mamífers marins troben en abocadors La Jolla, però no són abundants. Les restes de peix generalment presenta espècies properes a la costa, el que apunta a una economia de litoral més que marítima.
El complex La Jolla fou caracteritzay inicialment com a Poble Shell Midden per Malcolm J. Rogers, l'arqueòleg pioner de la regió. Rogers distingeix fases successives per al complex. Investigadors posteriors han proposat sovint versions modificades de la seqüència de fases de Rogers, però les característiques més sorprenents del complex poden ser comparativament simple material restant i la seva llarga continuïtat cultural, almenys en la regió de San Diego. Claude N. Warren torna a etiquetar el complex com la Tradició Encinitas, que es va estendre fins al nord de la regió del Canal de Santa Barbara però va ser reemplaçat per la Tradició Campbell en la seva zona nord després de prop de 2000 aC. Una contrapart interior del Complex La Jolla ser el Complex Pauma.